# Fondbolagens förening
Fondbolagens förening är en branschorganisation med uppgift att ta tillvara fondspararnas och fondbolagens intressen. Föreningen grundades 1979 och har som medlemmar fondbolag som säljer sina fonder i Sverige.
Fondbolagens förening samlar in, systematiserar och distribuerar dagligen andelskurser för cirka 3 000 fonder och sänder informationen till olika distributörer. Dessutom tas statistik och studier fram kring fondmarknaden och fondsparandet i Sverige.
Föreningen är medfinansiär av Konsumenternas Bank- och finansbyrå, tillsammans med Svenska Bankföreningen och Svenska Fondhandlareföreningen. Föreningen är även med och delfinansierar projektet Ung Privatekonomi, ett skolinformationsprojekt som varje år utbildar drygt 20 000 ungdomar på Sveriges gymnasieskolor inom privatekonomi och sparande i aktier och fonder, tillsammans med bland andra Aktiefrämjandet och Unga aktiesparare.